# El Ejido (Metro de Quito)
El Ejido es la novena estación del Metro de Quito, que forma parte de la línea 1. Está ubicada debajo del histórico Parque El Ejido, en el centro norte de Quito, con accesos a las avenidas Patria y 6 de Diciembre.
Se encuentra próxima a importantes centros de educación superior, como la Pontificia Universidad Católica del Ecuador, la Escuela Politécnica Nacional y la Universidad Politécnica Salesiana. Además, esta estación constituye una puerta de acceso al barrio La Mariscal, reconocido por su vida nocturna.
La estación El Ejido conecta con las líneas del Trolebús y la Ecovía, en las paradas "El Ejido" y "Casa de la Cultura", respectivamente.

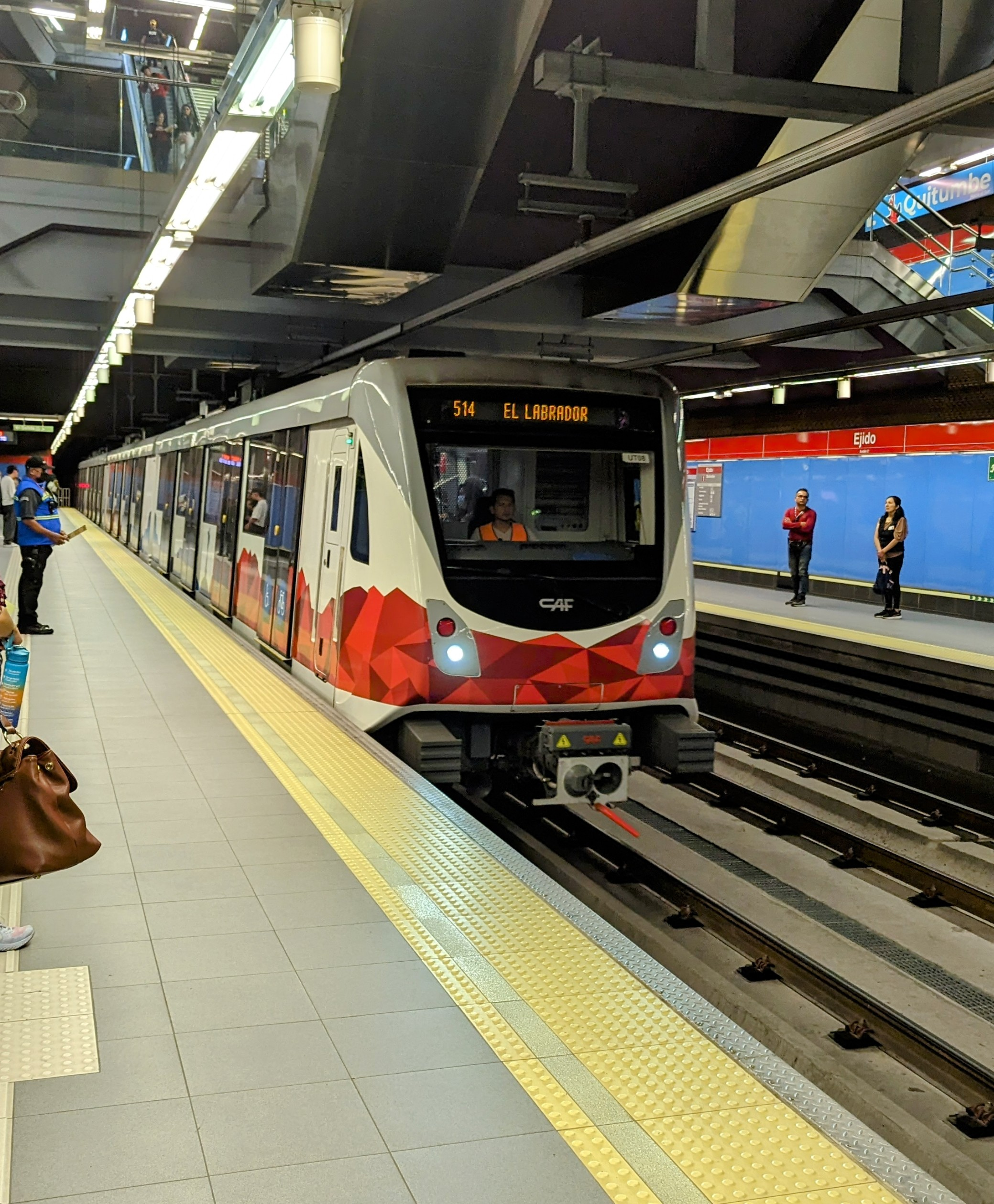
Andén de la estación

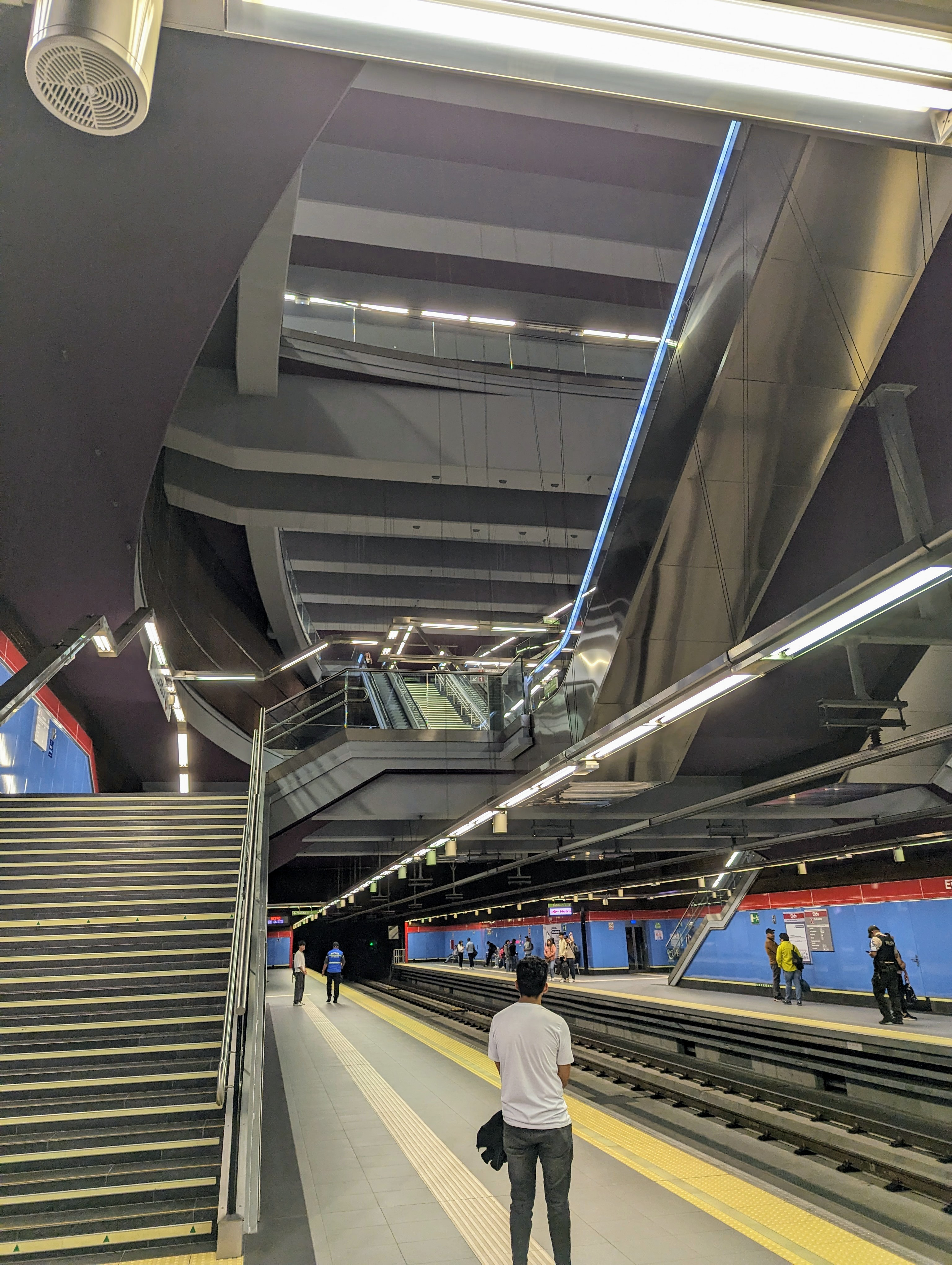
Escaleras mecánicas de la estación.

## Historia
La estación El Ejido fue inaugurada el 1 de diciembre de 2023, integrándose como un punto clave dentro de la Línea 1 del Metro de Quito. Su construcción se desarrolló en un área de alta relevancia histórica y ambiental, debido a su ubicación bajo el Parque El Ejido, un espacio público emblemático en el centro norte de la ciudad.
Las obras civiles de la estación concluyeron a finales de 2017, y para su edificación se aplicaron técnicas subterráneas avanzadas con el fin de minimizar el impacto en la superficie y preservar las infraestructuras circundantes.
La estación está diseñada con plataformas laterales y accesos estratégicos que facilitan la movilidad hacia avenidas principales. Su cercanía a varias universidades y al barrio La Mariscal permite atender a una importante afluencia de usuarios entre estudiantes, trabajadores y visitantes.

## Impacto ambiental y manejo del Parque El Ejido
Durante la construcción de la estación, se identificó la presencia de aproximadamente 140 árboles catalogados como patrimoniales en el Parque El Ejido, lo que exigió la implementación de un plan ambiental para mitigar impactos.
Se llevó a cabo el trasplante especializado de los árboles afectados, contando con asesoría técnica para asegurar su correcta movilización y reubicación en zonas preparadas dentro del parque. Esta estrategia permitió conservar la biodiversidad local y mantener la calidad ambiental del área intervenida.
Al finalizar las obras, el Metro de Quito entregó las áreas intervenidas en el parque luego de una restauración integral que incluyó la recuperación de senderos, zonas verdes, caminos y mobiliario urbano afectados durante la construcción.
Este proceso formó parte de las medidas adoptadas para compatibilizar el desarrollo de la infraestructura de transporte con la conservación del patrimonio natural y la funcionalidad del parque como espacio público.

## Accesos
Vestíbulo El Ejido
- Avenida Patria y Amazonas Parque El Ejido, Avenida Patria y Amazonas.
- Avenida 6 de Diciembre Parque El Ejido y Avenida 6 de Diciembre.
- Ascensor Avenida 6 de Diciembre y parque El Ejido